# لیلا مفلح
لیلا مفلح (زادهٔ ۹ ژوئن ۱۹۸۲) بازیکن فوتبال اهل فرانسه است.
وی همچنین در تیم ملی فوتبال Algeria بازی کرده‌است.